# DiMarzio
DiMarzio (nome completo: DiMarzio Musical Instrument Pickups, Inc.) è un'azienda statunitense fondata nei primi anni settanta da Larry P. Dimarzio specializzata nella produzione di accessori professionali per chitarristi tra cui cavi, tracolle, plettri e una intera linea di hardware elettrico (potenziometri, switch, selettori ecc); è universalmente famosa soprattutto per i suoi pick-up. Vanta una serie di testimonial tra cui John Petrucci, Paul Gilbert, Steve Vai, Joe Satriani, Steve Morse, Billy Sheehan, Richie Kotzen, Ron Thal.
Larry P. DiMarzio, agli inizi della sua attività, divenne noto per il suo pick-up modello denominato Super Distortion, il primo esempio di pick-up "aftermarket", cioè disponibile come sostituzione di quelli montati di serie sulle chitarre elettriche ed è tuttora uno tra i modelli più popolari.
Parallelamente all'attività imprenditoriale è anche un noto fotografo nell'ambiente musicale, sue infatti innumerevoli copertine di riviste specializzate americane, foto pubblicitarie e copertine di album dagli anni '70 ad oggi.

## Artisti che usano o hanno usato DiMarzio
- Jimmy Page dei Led Zeppelin (DiMarzio Super Distortion)
- Randy Rhoads (DiMarzio Super Distortion, montati sulla celebre chitarra Polka Dot V)
- Eddie Van Halen (DiMarzio produsse i pick-up in esclusiva per il modello EVH signature della EBMM)
- Steve Vai (Breed, Evolution, Evo 2, Blaze II, JEM single, Gravity Storm)
- Billy Sheehan (Model One, Model P, Will Power)
- Joe Satriani (PAF Pro, FRED, PAF Joe, Mo' Joe, Pro Track)
- Eric Johnson (EJ Custom, HS-2)
- Steve Morse (Steve Morse Model)
- Phil Collen dei Def Leppard (Super 3, HS-2)
- Chuck Schuldiner dei Death (X2N)
- David Gilmour dei Pink Floyd (FS-1)
- Adrian Smith dei Iron Maiden (Super Distortion)
- Dave Murray degli Iron Maiden (Super Distortion, PAF)
- John Petrucci dei Dream Theater (Air Norton, Steve's Special, D-Sonic, Crunch Lab, LiquiFire, Blaze, illuminator)
- Paul Gilbert (PAF Pro, Tone Zone, Humbucker From Hell, Injector, Area 67, Air Classic, Super Distortion)
- Andy Timmons (Cruiser, AT1 Custom)
- Randy Rhoads (Super Distortion, PAF)
- Jerry Garcia (SDS-1, Super 2)
- Ace Frehley dei Kiss (Super Distortion)
- Pete Townshend dei The Who (Super Distortion)
- Kurt Cobain dei Nirvana (PAF, Super Distortion)
- "Fast" Eddie Clarke dei Motörhead (X2N, SDS-1)
- Greg Howe (GH5)
- Marco Sfogli (Air Norton, D-Sonic, D Activator)